# Rosa Ileana Boudet
Rosa Ileana Boudet (La Habana, 1947) es una crítica, narradora y teatróloga cubana. 
En sus primeros relatos resalta el carácter autobiográfico, tal es el caso de la noveleta Alánino, Alánimo sobre la primera recogida de café de Cuba en 1962, así como la vida de las becas. En algunos textos se cita erróneamente la Campaña de Alfabetización como momento en que transcurre la acción. Con posterioridad, ese tono autobiográfico ha devenido confesional e intimista (Potosí 11 dirección equivocada). También ha incursionado en el testimonio y realizado interesantes estudios sobre el teatro cubano. Sus relatos han sido publicados en diversas antologías como: Estatuas de sal o Cuentistas cubanas contemporáneas (Editorial Biblioteca de Textos Universitarios. Salta. Argentina. 2000). Ella misma ha considerado sus textos narrativos como difíciles de clasificar, y en muchos casos resultan autoreferenciales. Francisco López Sacha la inscribió en la narrativa del deslumbramiento.

## Obra publicada
- Alánimo, Alánimo 1977.
- El vaquerito 1983.
- Teatro nuevo, una respuesta. 1983.
- Este único reino 1988.
- Potosí 11 dirección equivocada (2000).
- Luisa Martínez Casado en el paraíso (2011).

## Antologías en las que aparece
- Cuentistas cubanas contemporáneas. Salta. Argentina.Editorial Biblioteca de Textos Universitarios.  2000.
- Estatuas de sal. Ediciones Unión. La Habana. 1996.